# Tapikka

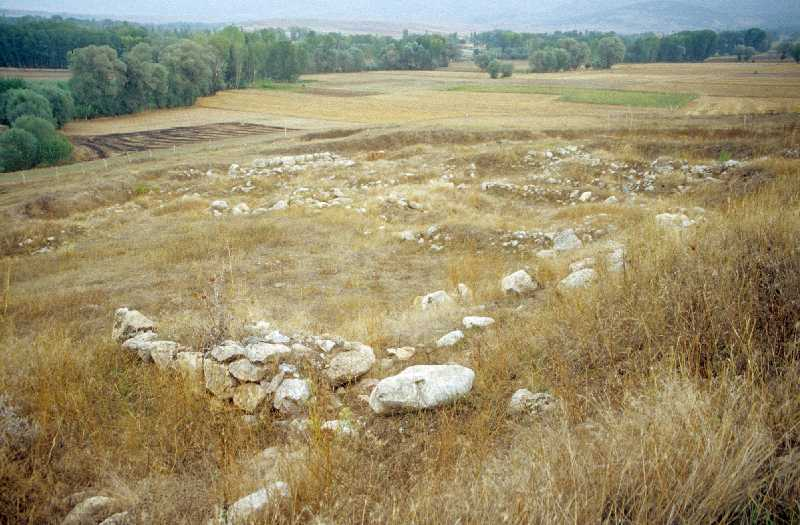
Mauerreste auf dem Maşat Höyük

Tapikka (hethitisch: URUta-pí-ik-ka) war eine hethitische Stadt im nördlichen Zentralanatolien, 20 km südlich von Zile. Sie ist nicht ganz sicher mit der archäologischen Stätte Maşat Höyük zu identifizieren.
Tapikka lag in der Grenzprovinz gegen die Kaškäer und litt wiederholt unter deren Angriffen. Schließlich konnten die Kaškäer sie erobern, wie auch Takašta und Taptiga, nach Özgüç zwischen 1410 und 1380 v. Chr. Unter Šuppiluliuma I. wurde die Stadt zurückerobert und wieder aufgebaut, wie ein Siegel des Königs belegt. Zusammen mit Šanaḫuitta, Taptiga, Takašta, Katapa, Karaḫna sowie der Hauptstadt Ḫattuša war sie für die Versorgung des Berggottes Taḫa in Zippalanda zuständig. In Tapikka wurden der Wettergott und die lokale Gottheit Tamiššiya verehrt.
1943 wurde auf der Oberfläche des Maşat Höyük eine Tafel mit hethitischer Keilschrift entdeckt. Seit 1973 finden Grabungen statt. Bei den Grabungen wurden zwei Stempelsiegel des Tudḫaliya II. und zahlreiche Tontafeln entdeckt.